# Liste d'élections en 1919
Chronologie des élections
- 1915
- 1916
- 1917
- 1918
- 1919
- 1920
- 1921
- 1922
- 1923

Cette liste recense les élections organisées durant l'année 1919. Elle inclut les élections législatives et présidentielles nationales dans les États souverains, ainsi que les principaux référendums. Il inclut également certaines élections infranationales (locales) significatives.

## Par mois
: Scrutins nationaux (liste complète)

 : Scrutins infranationaux (liste non exhaustive)

### Janvier
| Date            | Pays                 | Élections           | Notes | Résultats |
| --------------- | -------------------- | ------------------- | --- | --- |
| 12 ─ 14 janvier | Salvador             | Présidentielle (en) | ─ | Jorge Meléndez Ramírez (Parti national démocrate, le seul parti du pays) est élu. |
| 19 janvier      | République de Weimar | Législatives        | Les élections font suite à la Révolution allemande de 1918-1919. Les femmes ont le droit de voter pour la première fois. | Assemblée sans majorité. Le Parti social-démocrate (SPD, gauche) obtient la majorité relative des sièges. Philipp Scheidemann (SPD) devient chancelier à la tête d'un gouvernement de coalition avec le Zentrum (centre-droit chrétien-démocrate) et le Parti démocrate (centre-gauche social-libéral). L'Assemblée adopte la Constitution de Weimar. |
| 26 janvier      | Pologne              | Législatives        | Premières élections de la Deuxième République                                                                            | Parlement sans majorité. L'Union nationale populaire (droite national-conservatrice) obtient une large majorité relative des sièges. Ignacy Paderewski est nommé Premier ministre. Le Parlement adopte la Constitution de Mars. |

### Février
| Date             | Pays                               | Élections         | Notes                                          | Résultats |
| ---------------- | ---------------------------------- | ----------------- | ---------------------------------------------- | --- |
| 11 février       | République de Weimar               | Présidentielle    | Élection au scrutin indirect par le Parlement. | Friedrich Ebert (SPD : gauche) est élu président du Reich. |
| 14 au 16 février | République démocratique de Géorgie | Législatives (en) | ─                                              | Le Parti ouvrier social-démocrate (gauche menchévique) remporte une très large majorité des sièges. Noé Jordania (POSD) demeure Premier ministre. Le gouvernement est renversé en 1921 par l'invasion soviétique de la Géorgie. |

### Mars
| Date          | Pays     | Élections         | Notes                                                 | Résultats |
| ------------- | -------- | ----------------- | ----------------------------------------------------- | --- |
| 1er au 3 mars | Finlande | Législatives (en) | Le scrutin fait suite à la guerre civile finlandaise. | Parlement sans majorité. Le Parti social-démocrate (centre-gauche, républicain) obtient la majorité relative des sièges. Kaarlo Castrén (Parti progressiste national : libéral) devient Premier ministre à la tête d'un gouvernement minoritaire de coalition avec le Parti du centre (agrarien) et le Parti populaire suédois de Finlande. |

### Avril
| Date     | Pays    | Élections           | Notes | Résultats |
| -------- | ------- | ------------------- | --- | --- |
| 7 avril  | Estonie | Législatives (en)   | Le scrutin se déroule durant la guerre d'indépendance de l'Estonie.                                           | Assemblée sans majorité. Le Parti social-démocrate des travailleurs (gauche) obtient la majorité relative des sièges. Otto Strandman (Parti travailliste : gauche laïque) devient Premier ministre à la tête d'un gouvernement de coalition avec le Parti social-démocrate des travailleurs et le Parti populaire (centre-droit). L'Assemblée adopte la Constitution de l'Estonie. |
| 13 avril | Brésil  | Présidentielle (en) | Élection anticipée, en raison de la mort du président Francisco Rodrigues Alves (Parti républicain pauliste). | Epitácio Pessoa (Parti républicain pauliste) est élu avec 71,0 % des voix face notamment au candidat indépendant Ruy Barbosa. |

### Mai
| Date   | Pays     | Élections         | Notes                                                           | Résultats |
| ------ | -------- | ----------------- | --------------------------------------------------------------- | --- |
| 11 mai | Portugal | Législatives (en) | Le scrutin fait suite à l'assassinat du dictateur Sidónio Pais. | Le Parti démocrate (centre-droit) remporte une courte majorité absolue des sièges aux deux chambres du Parlement. Alfredo de Sá Cardoso (démocrate) devient Premier ministre. |

### Juin
| Date         | Pays    | Élections    | Notes                                                             | Résultats |
| ------------ | ------- | ------------ | ----------------------------------------------------------------- | --- |
| 21 ─ 23 juin | Arménie | Législatives | Premières élections à la suite de l'indépendance du pays en 1918. | La Fédération révolutionnaire arménienne (socialiste) remporte une très large majorité des sièges. Alexandre Khatissian devient Premier ministre. L'Arménie est toutefois envahie par l'Union soviétique en 1920. |
| 23 juin      | Québec  | Législatives | Province canadienne.                                              | ─ |

### Septembre
| Date         | Pays       | Élections  | Notes                                  | Résultats |
| ------------ | ---------- | ---------- | -------------------------------------- | --- |
| 28 septembre | Luxembourg | Référendum | Premier scrutin au suffrage universel. | Les citoyens se prononcent à 77,8 % pour le maintien de la monarchie en la personne de la grande-duchesse Charlotte, plutôt que pour l'instauration d'une république. |

### Octobre
| Date             | Pays       | Élections                           | Notes                | Résultats |
| ---------------- | ---------- | ----------------------------------- | -------------------- | --- |
| 20 octobre       | Ontario    | Législatives                        | Province canadienne. | ─ |
| 26 octobre       | Luxembourg | Législatives                        | ─                    | Le Parti de la droite (conservatisme chrétien), qui disposait de la majorité relative des sièges à la Chambre des députés, y remporte la majorité absolue. Émile Reuter demeure président du gouvernement. |
| 26 octobre       | Suisse     | Législatives                        | ─                    | Le Parti radical-démocratique (social-libéral) perd sa majorité absolue des sièges à la chambre basse, où il demeure toutefois le principal parti, et la conserve de justesse à la chambre haute.          |
| 26 au 28 octobre | Honduras   | Législatives et présidentielle (en) | ─                    | Alternance. Rafael López Gutiérrez (Parti libéral) est élu président avec 80,6 % des voix. |

### Novembre
| Date              | Pays     | Élections    | Notes | Résultats |
| ----------------- | -------- | ------------ | ----- | --- |
| 4 novembre        | Roumanie | Législatives | ─     | Parlement sans majorité. Le Parti national (libéral, radical) obtient la majorité relative des sièges dans les deux chambres. Alexandru Vaida-Voevod devient Premier ministre d'un gouvernement minoritaire. |
| 16 novembre       | Belgique | Législatives | ─     | Le Parti ouvrier (gauche socialiste et progressiste) progresse très nettement, devenant le premier parti en voix et obtenant autant de sièges à la Chambre des représentants que le Parti catholique (droite clérical), qui subit un recul et perd sa majorité absolue. Le catholique Léon Delacroix demeure Premier ministre, conservant le gouvernement d'union sacrée formé à la fin de la Première Guerre mondiale avec le Parti ouvrier et le Parti libéral (gauche libérale, progressiste et anticléricale). |
| 16 et 30 novembre | France   | Législatives | ─     | Le Bloc national (coalition de partis de droite et du centre) remporte une très large majorité des sièges. Georges Clemenceau (Radicaux indépendants : centre-droit progressiste) demeure président du Conseil. |

### Décembre
| Date        | Pays      | Élections        | Notes | Résultats |
| ----------- | --------- | ---------------- | ----- | --- |
| 13 décembre | Australie | Législatives     | ─     | Le Parti nationaliste, issu de la fusion durant la Première Guerre mondiale du Parti libéral (conservateur) et de certains membres du Parti travailliste (centre-gauche), recule et perd de peu la majorité absolue des sièges à la Chambre des représentants. À l'inverse, au Sénat le parti remporte tous les sièges sauf un. Billy Hughes (nationaliste) demeure Premier ministre. |
| 13 décembre | Australie | Référendums (en) | ─     | La proposition de conférer temporairement au gouvernement fédéral certains pouvoirs des États en matière de politique commerciale est rejetée par 50,4 % des votants. La proposition distincte d'autoriser le gouvernement fédéral à nationaliser des entreprises en situation de monopole est rejetée par 51,4 % des votants.                                                        |